# نادي النجوم موسم 2014–15
شاركَ نادي النجوم في دوري الدرجة الثانية السعودي 2014–15 حيثُ خاض 18 مباراةً نجحَ خلالها في حصدِ 38 نقطة وهو ما مكّنه من احتلالِ صدارة المجموعة أ في جدول ترتيب الدوري والصعود بذلك لدوري الدرجة الأولى.

## نظرة عامّة
| المنافسة                    | أول مباراة                 | آخر مباراة          | الدور الافتتاحي | المركز النهائي | السجل | السجل | السجل | السجل | السجل | السجل | السجل | السجل   |
| المنافسة                    | أول مباراة                 | آخر مباراة          | الدور الافتتاحي | المركز النهائي | لعب   | ف     | ت     | خ     | له    | عليه  | ف.أ.  | الفوز % |
| --------------------------- | -------------------------- | ------------------- | --------------- | -------------- | ----- | ----- | ----- | ----- | ----- | ----- | ----- | ------- |
| دوري الدرجة الثانية السعودي | 18 تشرين الأول/أكتوبر 2014 | 27 شباط/فبراير 2015 | الجولة الأولى   | المركز الأول   | 18    | 11    | 5     | 2     | 24    | 15    | +9    | 061٫11  |
| كأس الملك                   | –                          | –                   | –               | –              | 0     | 0     | 0     | 0     | 0     | 0     | +0    | —       |
| المجموع                     | المجموع                    | المجموع             | المجموع         | المجموع        | 18    | 11    | 5     | 2     | 24    | 15    | +9    | 061٫11  |

آخر تحديث: نهاية الموسم
المصدر: المنافسات

### حصيلة النتائج
| الفريق ╲ الجولة | 1 | 2 | 3 | 4 | 5 | 6 | 7 | 8 | 9 | 10 | 11 | 12 | 13 | 14 | 15 | 16 | 17 | 18 |
| --------------- | - | - | - | - | - | - | - | - | - | -- | -- | -- | -- | -- | -- | -- | -- | -- |
| النجوم          | D | W | W | D | L | D | L | D | W | D  | D  | W  | W  | W  | W  | W  | W  | W  |

### ملخص النتائج
| شامل | شامل | شامل | شامل | شامل | شامل | شامل | شامل | على أرضه | على أرضه | على أرضه | على أرضه | على أرضه | على أرضه | خارج أرضه | خارج أرضه | خارج أرضه | خارج أرضه | خارج أرضه | خارج أرضه |
| لعب  | ف    | ت    | خ    | أ.ل  | أ.ع  | ف.أ  | ن    | ف        | ت        | خ        | أ.ل      | أ.ع      | ف.أ      | ف         | ت         | خ         | أ.ل       | أ.ع       | ف.أ       |
| ---- | ---- | ---- | ---- | ---- | ---- | ---- | ---- | -------- | -------- | -------- | -------- | -------- | -------- | --------- | --------- | --------- | --------- | --------- | --------- |
| 18   | 11   | 5    | 2    | 24   | 15   | +9   | 38   | 6        | 1        | 1        | 13       | 8        | +5       | 5         | 4         | 1         | 11        | 7         | +4        |

## الدوري

### معلومات عامّة
النصف الأول
بداية النجوم في الدوري كانت أمام نادي العيون في الجولة الافتتاحيّة من الدوري في مباراةِ ديربي قويّة انتهت بفوز الأول بهدف نظيف، ثمّ واصل النجوم انطلاقته القويّة في الدوري فتمكّن في الجولة الثانيّة من التغلّب على الترجي بهدفين مقابل واحد في الأحساء، قبل أن يُحقّق انتصارًا في الجولة الثالثة على حسابِ نادي أحد في عقر داره بالمدينة المنورة بهدفٍ نظيف جامعًا بذلك 10 نقاطٍ من ثلاث مباريات.
تعثّر النجوم حينما تعادل في الجولة الرابعة أمامَ نادي المزاحمية في ملعب الأمير عبد الله بن جلوي وهو ما أفقدهُ صدارة الترتيب ولو بشكل مؤقّت. أثّر تعادل الجولة الماضيّة على أداء الفريق الأحسائي فسقطَ في الطائف أمام نادي وج بثلاثة أهداف مقابل اثنين ليكون بذلك هذا السقوط هو الأول للفريق في الدوري. حاول النجوم تدارك الموقف وإيقاف هدر النّقاط لكنه فشل في ذلك حيثُ تعادل من دون أهداف في العاصمة الرياض أمام نادي الحمادة وهو ما جعلهُ يتراجعُ كثيرًا في جدول ترتيب الدوري مقابل صعودِ فرقٍ أخرى على غٍرار نادي وج.
سقطَ النجوم بشكل مفاجئٍ وغير متوقعٍ في الجولة السابعة أمام نادي الأخدود في الأحساء بهدفٍ نظيفٍ، ثمّ تعادل في الجولة المواليّة أمام البدائع في منطقة القصيم بهدفٍ في كلّ شبكة، لكنه انتفضَ أخيرًا في الجولة التاسعة حينما فاز على نادي الصقور في ملعب الأمير عبد الله بن جلوي بهدفينِ مقابل واحد.
جمعَ النجوم في تسعِ جولاتٍ لعبها 15 نقطة وذلك بعدما ربحَ أربع مبارياتٍ وتعادل في ثلاثة بينما خسر مبارتين فقط.
النصف الثاني
دخل النجوم النصف الثاني من الموسم وعينهُ على مواصلةِ تصدر جدول ترتيب الدوري وتحقيق المزيد من النتائج الإيجابيّة لكنّه اصطدم في الجولة العاشرة بنادي العيون في مباراة ديربي قويّة انتهت بالتعادل الإيجابي (1 – 1) على أرضيّة ملعب الأمير عبد الله بن جلوي، ثمّ عاد بنقطة تعادلٍ ثمينةٍ من القطيف أمام نادي الترجي، قبل أن يعود لسكّة الانتصارات في الجولة الثانية عشر حينما هزمَ على أرضية ميدانهِ نادي أحد بهدفين مقابل واحد.
واصل النجوم سلسلة انتصاراته فتمكّن في الجولة الثالثة عشر من هزمِ المزاحمية في الرياض بهدف نظيف، وأتبعها بانتصارٍ هو الثالث على التوالي أمام نادي الحمادة في الأحساء باثنين مقابل واحد، وعاد بالنقاط الثلاث الكاملة من نجران حينما هزمَ نادي الأخدود باثنين مقابل واحد أيضًا مُطيلًا بذلك سلسلة انتصاراته إلى أربعة.
في مبارياته الثلاث الأخيرة، نجحَ النجوم في الفوزِ على نادي البدائع في ملعب الأمير عبد الله بن جلوي بهدف نظيف، كما فاز في الجولة الثامنة عشر على نادي الصقور في ملعب الملك خالد بتبوك بثلاثة أهداف مقابل اثنين، واختتمَ الفريق الأحسائي الدوري بفوزٍ هو السابع تواليًا على نادي وج لحسابِ مباريات الجولة الرابعة عشر المؤجّلة.
تمكّن النجوم في تسع جولاتٍ لعبها في النصف الثاني من الموسم من تحقيقِ الفوز في سبع مناسباتٍ بينما تعادل في اثنين ولم يخسر في أيّ مباراة جامعًا بذلك 23 نقطة من أصل 27 ممكنة حيثُ أضاع النقاط الأربعة في التعادلين ومع ذلك فقد تُوِّج في النهاية بالدوري.

### قائمة المباريات
جدول الترتيب
نجحَ نادي النجوم في التتويجِ بدوري الدرجة الثانية السعودي موسم 2014–15 وذلك بعدما حصد 30 نقطة في ثمانية عشر جولةً خاضها، حيثُ فاز في إحدى عشر مباراةً وتعادل في خمسة بينما خسر مبارتين فقط. سجّل النجوم خلال مبارياته الثمانية عشر 24 هدفًا وهو رقم متواضعٌ نوعًا ما مقارنةً بأندية حلّت في مراكز أقل، بينما تلقّى 15 هدفًا كثاني أقوى دفاعٍ في الدوري. وصيف النجوم كان نادي أحد الذي ينشطُ في المدينة المنورة والذي رافقَ النادي الأحسائي لدوري الدرجة الأولى بعدما جمعَ 30 نقطة نقطة هو الآخر (مع فارق المواجهات المباشِرة بين الفريقين) من ثمانية عشر مباراة خاضها حيثُ فاز في إثنا عشر مباراة وتعادل في اثنينِ بينما خسر أربع مبارياتٍ، في حين سجّل 30 هدفًا كثاني أقوى خطّ هجومٍ وتلقى 11 هدفًا فقط كأقوى دفاعٍ في الدوري.
| م | الفريق  | لعب | ف  | ت | خ | له | عليه | ف.أ | نقاط | صعود أو هبوط                        |
| - | ------- | --- | -- | - | - | -- | ---- | --- | ---- | ----------------------------------- |
| 1 | النجوم  | 18  | 11 | 5 | 2 | 24 | 15   | 9   | 38   | صعود إلى دوري الدرجة الأولى السعودي |
| 2 | أحد     | 18  | 12 | 2 | 4 | 30 | 14   | 16  | 38   | صعود إلى دوري الدرجة الأولى السعودي |
| 3 | وج      | 18  | 11 | 3 | 4 | 31 | 20   | 11  | 36   |                                     |
| 4 | الأخدود | 18  | 9  | 3 | 6 | 25 | 19   | 6   | 30   |                                     |

قائمة المباريات
هذه قائمةٌ بمباريات نادي النجوم في دوري الدرجة الأولى السعودي موسم 2014–15:
| 18 أكتوبر 2014 1 | العيون | 0 – 1 | النجوم | الأحساء                              |
| 15:00            |        |       |        | الملعب: ملعب الأمير عبد الله بن جلوي |

| 25 أكتوبر 2014 2 | النجوم | 2 – 1 | الترجي | الأحساء                              |
| 13:00            |        |       |        | الملعب: ملعب الأمير عبد الله بن جلوي |

| 31 أكتوبر 2014 3 | أحد | 0 – 1 | النجوم | المدينة المنورة                        |
| 18:00            |     |       |        | الملعب: ملعب الأمير محمد بن عبد العزيز |

| 08 نوفمبر 2014 4 | النجوم | 1 – 1 | المزاحمية | الأحساء                              |
| 13:30            |        |       |           | الملعب: ملعب الأمير عبد الله بن جلوي |

| 15 نوفمبر 2014 5 | وج | 3 – 2 | النجوم | الطائف                 |
| 14:30            |    |       |        | الملعب: ملعب الملك فهد |

| 22 نوفمبر 2014 6 | الحمادة | 0 – 0 | النجوم | الرياض                          |
| 14:20            |         |       |        | الملعب: ملعب الأمير فيصل بن فهد |

| 29 نوفمبر 2014 7 | النجوم | 0 – 1 | الأخدود | الأحساء                              |
| 16:25            |        |       |         | الملعب: ملعب الأمير عبد الله بن جلوي |

| 05 ديسمبر 2014 8 | البدائع | 1 – 1 | النجوم | القصيم                     |
| 15:00            |         |       |        | الملعب: ملعب نادي البكيرية |

| 12 ديسمبر 2014 9 | النجوم | 2 – 1 | الصقور | الأحساء                              |
| 16:00            |        |       |        | الملعب: ملعب الأمير عبد الله بن جلوي |

| 20 ديسمبر 2014 10 | النجوم | 1 – 1 | العيون | الأحساء                              |
| 13:00             |        |       |        | الملعب: ملعب الأمير عبد الله بن جلوي |

| 26 ديسمبر 2014 11 | الترجي | 0 – 0 | النجوم | القطيف                                 |
| 18:00             |        |       |        | الملعب: ملعب الأمير نايف بن عبد العزيز |

| 01 يناير 2015 12 | النجوم | 2 – 1 | أحد | الأحساء                              |
| 15:00            |        |       |     | الملعب: ملعب الأمير عبد الله بن جلوي |

| 17 يناير 2015 13 | المزاحمية | 0 – 1 | النجوم | الرياض                          |
| 16:25            |           |       |        | الملعب: ملعب الأمير فيصل بن فهد |

| 29 يناير 2015 15 | النجوم | 2 – 1 | الحمادة | الأحساء                              |
| 16:30            |        |       |         | الملعب: ملعب الأمير عبد الله بن جلوي |

| 07 فبراير 2015 16 | الأخدود | 1 – 2 | النجوم | نجران                     |
| 16:30             |         |       |        | الملعب: ملعب نادي الأخدود |

| 14 فبراير 2015 17 | النجوم | 1 – 0 | البدائع | الأحساء                              |
| 11:20             |        |       |         | الملعب: ملعب الأمير عبد الله بن جلوي |

| 20 فبراير 2015 18 | الصقور | 2 – 3 | النجوم | تبوك                    |
| 13:25             |        |       |        | الملعب: ملعب الملك خالد |

| 27 فبراير 2015 14 | النجوم | 2 – 1 | وج | الأحساء                              |
| 15:00             |        |       |    | الملعب: ملعب الأمير عبد الله بن جلوي |

### إحصائيات
- سجّل النجوم 24 هدفًا (بمعدل 1.33 في كلّ مباراة) بينما تلقّت شباكه 15 هدفًا (بمعدل 0.83 في كل مباراة).
  - سجّل النجوم 13 هدفًا في المباريات التي خاضها على أرضيّة ملعبه بينما تلقَّى 8 أهداف.
  - سجّل النجوم 11 هدفًا خارج دياره وتلقَّى في مقابل ذلك 7 أهداف.
- لم يخسر النجوم أي ثلاث مبارياتٍ على التوالي ولا حتى مبارتين متتاليتين، بل خسر مباريتين فقط طوال جولات الدوري؛ واحدةٌ في الجولة الخامسة والأخرى في الجولة السابعة.
  - حقَّقَ النجوم سبع انتصاراتٍ على التوالي، وذلك من الجولة الثانيّة عشر حتى الجولة الأخيرة من الدوري مع احتسابِ الجولة الرابعة عشر المؤجّلة.
- أكبر انتصارٍ حقّقه نادي النجوم في الموسم الكرويّ 2014–15 كان خارج ميدانهِ على حسابِ نادي الصقور بثلاثة أهداف مقابل اثنين في الجولة الثامنة عشر.
  - أكبر خسارةٍ تعرض لها النادي الأحسائي كانت في الجولة الخامسة حينما هُزم في الطائف أمام نادي وج بثلاثة أهداف مقابل اثنين.